# Ferrari 315S

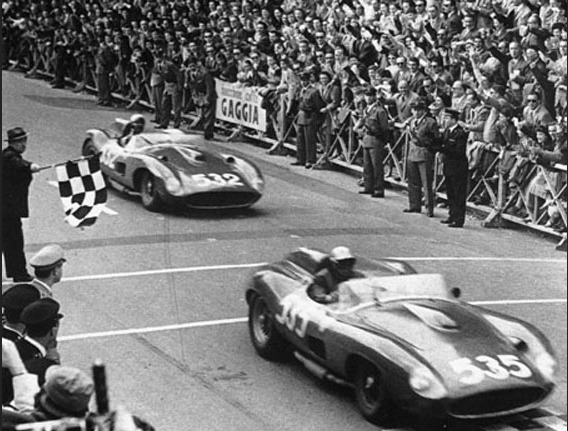
Piero Taruffi und Wolfgang Graf Berghe von Trips bei der Mille Miglia 1957

Der Ferrari 315S war ein Rennsportwagen, den die Scuderia Ferrari 1957 bei Sportwagenrennen einsetzte.

## Entwicklungsgeschichte
Wie der Ferrari 290S und das Nachfolgemodell, der 335S, basierte auch der Ferrari 315S auf dem Ferrari 290MM aus dem Jahre 1956.  Ferrari war mit Maserati und deren 450S in der Sportwagen-Weltmeisterschaft ein starker Gegner erwachsen. 1957 setzte ein Wettrüsten ein, das Ferrari zunächst mit dem 315S beantwortete. Der schon im 290S eingesetzte Viernockenwellen-Motor wurde von Vittorio Jano überarbeitet. Mit drei Weber-Vierfachvergasern, womit jeder Zylinder eine Düse besaß, leistete der Tipo 136 350 PS bei 7200/min. Das maximale Drehmoment lag bei 313 Nm bei 5200/min. Dieses Konzept schuf Spielraum nach oben und minimierte das Risiko eines Ventilschadens durch Überdrehen des Motors. Der Wagen hatte eine Kraft, die nur mehr vom 335S übertroffen wurde.

## Renngeschichte
Selbst Spitzenfahrer wie Piero Taruffi waren verblüfft über die Leistung. Taruffi im Original: Auf jeder Geraden von 200 oder 300 Metern Länge kletterte das Tempo auf über 200 km/h. Im zweiten Gang drehten bei 140 bis 150 km/h die Räder durch und man wurde mit dem Körper fast mit dessen gesamten Gewicht in den Sitz gepresst. Bei Nässe drehten die Hinterräder durch, wenn ich bei 200 km/h im vierten Gang Vollgas gab.
Auf der Mulsanne-Geraden in Le Mans wurden die 315S mit 266,1 km/h gemessen, die 335S waren noch um 10 km/h schneller. Dieses Tempo konnten nur die Maserati 450S mitfahren. Testfahrer Martino Severi erreichte bei Testfahrten im Geradeauslauf 290 km/h Spitze.
Piero Taruffi war es auch, der den größten Sieg des 315S einfuhr, als er 1957 die Mille Miglia vor Wolfgang von Trips im zweiten 315S gewann. Eine Schwachstelle der 315S waren die Bremsen. In Le Mans kam nur ein 315S ins Ziel. Severi und Stuart Lewis-Evans wurden im Gesamtklassement Fünfte.